# Iksza
Az Iksza (oroszul: Икса) folyó Oroszország ázsiai részén, a Tomszki területen; a Csaja legnagyobb, jobb oldali mellékfolyója.

## Földrajz
Hossza: 430 km, vízgyűjtő területe: 6130 km², évi közepes vízhozama (a torkolattól 68 km-re) 15,5 m³/s.
A Tomszki- és a Novoszibirszki terület határán ered, felső szakaszán ezen a határon folyik. Lejjebb észak felé fordul és végig ebben az irányban, a Vaszjugan-mocsár keleti részén folyik. 
Novembertől áprilisig befagy. Árvize április közepén – május elején kezdődik és hosszan elhúzódik.
Torkolatánál fekszik a Csajai járás székhelye, Podgornoje.